# Calathea ovata
Calathea ovata là một loài thực vật có hoa trong họ Marantaceae. Loài này được (Nees & Mart.) Lindl. mô tả khoa học đầu tiên năm 1829.